# 南寶拉
南保羅（1989年11月27日—），出生於韓國首爾，是韓國女演員，畢業於同德女子大學放送演藝學系，一般譯作南寶拉，2006年以KBS情境劇《請用笑臉回望》出道。隨後進入演藝圈，參與多部電視劇及電影演出，以清新形象與自然演技廣受觀眾喜愛。代表作品包括《擁抱太陽的月亮》、《不要戀愛要結婚》、《朝鮮名偵探》、《Sunny》等。

## 個人生活
南寶拉在家中十三兄弟姐妹（8男5女）裡，是排行老二的大姊，與老么相差20歲，家庭背景引起媒體關注。2015年五弟於於聖誕節當天不幸自殺離世，使她飽受打擊。
2017年9月演出KBS 2TV《Happy Together 3》時，提到七妹南世彬正在作為練習生努力，參演女團出道節目《偶像學校》落選，未能出道。
此外，男團Boyfriend成員盧珉玗是她的堂姪子，南保羅和其父親為堂兄妹關係。

## 演出作品

### 電視劇
| 年份 | 電視台       | 劇名                                | 角色     |
| ---- | ------------ | ----------------------------------- | -------- |
| 2006 | KBS          | 《請用笑臉回望》                    | 南寶拉   |
| 2008 | MBC          | 《我人生的黃金期》                  |          |
| 2010 | MBC          | 《Road No. 1》                      | 金秀熙   |
| 2010 | tvN          | 《不可思議愛上你》                  | 吳娜瑛   |
| 2011 | KBS          | 《榮光的在仁》                      | 金珍珠   |
| 2012 | MBC          | 《擁抱太陽的月亮》                  | 旼花公主 |
| 2013 | KBS          | 《鯊魚》                            | 韓以賢   |
| 2013 | KBS          | 《Drama Special－我舊錢包裡的回憶》 | 蔡秀兒   |
| 2013 | MBC          | 《愛能給別人嗎》                    | 宋恩珠   |
| 2014 | SBS          | 《就要相愛》                        | 金晨星   |
| 2015 | SBS          | 《我的心一閃一閃》                  | 李純情   |
| 2015 | SBS          | 《深夜食堂》                        | 金志盈   |
| 2015 | Naver TVCast | 《戀愛偵探夏洛克K》                 | 夏洛克K  |
| 2016 | Naver TVCast | 《Spark》                           | 孫河那   |
| 2017 | KBS          | 《無窮花開了》                      | 陳寶拉   |
| 2018 | tvN          | 《頂級巨星柳白》                    | 盧熙媛   |
| 2021 | KBS          | 《Penthouse上流戰爭2》              |          |
| 2022 | SBS          | 《今日的網漫》                      | 張慧美   |
| 2022 | KBS          | 《現在很美麗》                      | 金幼珍   |
| 2023 | KBS          | 《孝心的家各自為生》                | 鄭美琳   |

### 電影
| 年份   | 片名               | 角色                   |
| ------ | ------------------ | ---------------------- |
| 2010年 | 《血之期中考2》    | 賢兒                   |
| 2010年 | 《看見魔鬼》       |                        |
| 2011年 | 《陽光姊妹淘》     | 金玉（少年）           |
| 2012年 | 《Howling》        |                        |
| 2012年 | 《恐怖故事》       |                        |
| 2012年 | 《媽媽別哭》       |                        |
| 2013年 | 《嫌疑者》         |                        |
| 2019年 | 《成大器者》       | 紀純                   |
| 2021年 | 《牛角麵包》       |                        |
| 2021年 | 《今天決定我愛你》 | 孝英的邻居（友情出演） |
| 2023年 | 《我灿烂的复仇》   | 严昭贤                 |

### MV
- 2006年：Sol Flower《即使痛也..》（與許英蘭）
- 2009年：Vanilla Sky《Love Beam》
- 2009年：南寶拉《壞人》
- 2012年：NOEL《離開》（與李上坤）
- 2012年：Goon Ho（Feat. Aries）《我們倆》
- 2013年：南寶拉＆Sweden Laundry《月 月 什麼月》
- 2013年：NU'EST《Hello》
- 2013年：金智修《再睡5分鐘》
- 2014年：Soyou＆Urban Zakapa《The Space Between (틈) 》(與安宰賢)

### 網路劇
- 2015年：NAVER tvcast／KBS1《戀愛偵探夏洛克K》飾演 夏洛克K

### 綜藝
- 2015年：Running Man  Ep262
- 2016年：SNL Korea Season 7  Ep13
- 2018年：白鐘元的胡同餐館
- 2018年：叢林的法則in墨西哥

## 音樂作品
- 2009年：《Project 壞人》

## 獲獎
- 2011年：第19屆 大韓民國文化演藝大賞 電視劇部門 女子新人賞（《榮光的在仁》）
- 2014年: SBS演技大賞 - New Star賞（《就要相愛》）
- 2014年: 第三屆大田電視劇節女子新人賞（《就要相愛》《愛能給別人嗎》）

## 外部連結
- NAVER
- 官方网站
- 南寶拉的Instagram帳戶
- YouTube上的南寶拉頻道 （页面存档备份，存于）